# أنطون فيليبس
أنطون فيليبس (بالهولندية: Anton Philips)‏ هو رائد أعمال هولندي، ولد في 14 مارس 1874 في زالتبومل في هولندا، وتوفي في 7 أكتوبر 1951 في آيندهوفن في هولندا.

## وصلات خارجية
- أنطون فيليبس على موقع مونزينجر (الألمانية)